# Chris Sawyer’s Locomotion
Chris Sawyer’s Locomotion – komputerowa gra strategiczno-ekonomiczna stworzona przez Chrisa Sawyera jako kontynuacja Transport Tycoon. Celem gry jest tworzenie sieci transportowej pomiędzy poszczególnymi miastami i ośrodkami przemysłowymi, np. dowożenie węgla oraz rudy żelaza z kopalń do huty.
Gra zawiera dużą bazę istniejących w rzeczywistości pojazdów, które są dostępne w zależności od czasu w jakim toczy się rozgrywka. Różnią się one wydajnością, prędkością maksymalną, mocą, pojemnością itp.
W Chris Sawyer’s Locomotion występuje zestaw 40 prefabrykowanych scenariuszy pogrupowanych według poziomu trudności. Każdy z nich stawia przed graczem zadanie np. przetransportowania 10 000 pasażerów w ciągu 10 lat lub prowadzenia najwydajniejszej firmy w górskim terenie mając za konkurencję agresywne linie lotnicze, samemu będąc pozbawionym możliwości stosowania transportu powietrznego.